# ميرابيلو
ميرابيلو (بالإيطالية: Mirabello)‏ هي بلدية في مقاطعة فيرارا في إقليم إميليا رومانيا الإيطالي.

## السكان
في سنة 1861 بلغ عدد السكان 2٬204 نسمة، وتطور العدد ليصل في سنة 2011 لـ 3٬503 نسمة.
يظهر هذا المخطط البياني تطور النمو السكاني لـ ميرابيلو

## توأمة
لميرابيلو اتفاقيات توأمة مع:
- فيارن